# Superstrada Via del Mare
La Superstrada Via del Mare è un progetto volto a realizzare una superstrada a pedaggio a gestione regionale, di circa 19 km che dovrà collegare l'autostrada Serenissima (A4) con la città di Jesolo e i litorali della riviera veneziana.
L'opera verrà costruita sul percorso delle attuali SR 89 Treviso Mare, SS14var/A Variante di Musile e SR 43 del mare riqualificandone alcuni tratti e in nuova sede.
Dal 2007 il progetto era passato in secondo piano, fino al 2020, anno in cui, inserita nel D.M. Italia Veloce, è tornata d'attualità.

## Storia
Nel 2004 viene inserita nel PRT (Piano Regionale dei Trasporti) della Regione Veneto un'infrastruttura autostradale per il "nuovo asse a servizio delle aree turistiche", identificando l'opera in questione come "sistema di collegamento tra A4 VE-TS e le spiagge di Bibione, Caorle, Cavallino-Treporti, Eraclea".
Il 23 aprile 2009 col comunicato stampa n° 786 della Regione Veneto si ufficializzava la proposta di realizzazione e gestione della "Via del Mare", un collegamento A4 - Jesolo e litorali, presentata dalle società Adria Infrastrutture S.p.A., Strade del mare S.p.A. e dal Consorzio Vie del Mare.
Il 17 marzo 2010 la commissione regionale VIA esprime il parere favorevole (n. 283). Cinque giorni dopo con deliberazione n. 1011 viene trasmesso il provvedimento al MATTM.
Il 18 novembre dello stesso anno il CIPE, con delibera n. 81 del, esprime parere favorevole all’ampliamento del PIS, come riportato nell’allegato infrastrutture alla DFP 2011-2013. Mentre il 16 dicembre il ministero dell'ambiente e della tutela del territorio esprime parere positivo per l'impatto ambientale (n. 611).
Il 30 aprile 2012 il progetto preliminare viene approvato dal CIPE con delibera n.56.
Nel 2013 l'iter viene sospeso per delle indagini indirettamente legate ad Ettore Incalza per un appalto legato alla costruzione della TAV di Firenze. Da allora tutte le carte vengono sequestrate, bloccando di fatto l'opera.
Il 27 gennaio 2015, con il decreto regionale n. 89, viene ufficialmente sospesa la procedura di gara per la progettazione, definitiva ed esecutiva, costruzione e gestione della Superstrada a pedaggio denominata "Via del Mare: collegamento A4 - Jesolo e litorali", in quanto la commissione di gara non ha avviato i lavori e risultava in corso un'indagine della Procura della Repubblica presso il tribunale di Venezia in merito all'intervento.
Il 12 luglio 2019 la giunta regionale del Veneto, con deliberazione n. 1041, conferma il permanere del pubblico interesse a proseguire nell'iter procedurale per la realizzazione dell'intervento denominato "Via del Mare: collegamento A4 - Jesolo e litorali" e il parere favorevole sulla localizzazione dell'opera.
Nel 2020, col D.M. Italia Veloce, l'iter dell'opera viene sbloccato ed il progetto definitivo viene approvato dal CIPE. L'opera, da 200 milioni di euro, verrà costruita totalmente da privati in project financing.
La procedura di gara è stata vinta il 30/10/23 dal Consorzio Stabile SIS 

## Caratteristiche
L'infrastruttura sarà un asse viario di categoria B (extraurbana principale ex D.M. 5/11/2001), a 2 + 2 corsie per senso di marcia, con sezione viaria di larghezza pari a 22 m (2 corsie di 3,75 m per senso di marcia, separate da spartitraffico, e 1,75 m di banchina per lato).

## Sviluppi futuri
Verrà predisposto sullo svincolo per l'A4 lo spazio per un prolungamento della superstrada, sempre sul tracciato dell'attuale SR 89 Treviso-mare verso la tangenziale di Treviso, innestandola alla A27 d'Alemagna.

## Tabella percorso
| Via del Mare | |        |                   |           |                                      |
| Tipo         | Indicazione | ↓km↓   | Comune            | Provincia | Note                                 |
|              | Treviso Tangenziale di Treviso (Postumia) Castelfranco Veneto - Cittadella - Vicenza - Oderzo - Portoguaro                              | ≅ 10,0 | Treviso           | TV        | Sviluppo futuro                      |
|              | Autostrada d'Alemagna - Casello di Treviso Sud                                                                                          | ≅ 10,0 | Treviso           | TV        | Sviluppo futuro                      |
|              | Roncade del Musestre Roncade - Quarto d'Altino di Spercenigo San Bartolomeo - San Biagio di Callalta - Spercenigo - Biancade            | ≅ 5,0  | Roncade           | TV        | Sviluppo futuro                      |
|              | Monastier di Treviso Zermanesa Monastier di Treviso - Vallio - Roncade - San Cipriano - Casale sul Sile - Zerman - Mogliano Veneto      | ≅ 2,5  | Roncade           | TV        | Sviluppo futuro                      |
|              | Autostrada Serenissima - Casello di Meolo - Roncade                                                                                     | 0,0    | Roncade           | TV        | Progetto definitivo (approvato 2020) |
|              | Meolo Noventa-Fossalta-Roncade Noventa di Piave - Fossalta di Piave                                                                     | ≅ 2,5  | Meolo             | VE        | Progetto definitivo (approvato 2020) |
|              | Musile di Piave della Venezia Giulia Venezia - San Donà di Piave - Portogruaro - Monfalcone - Trieste                                   | ≅ 5,0  | Meolo             | VE        | Progetto definitivo (approvato 2020) |
|              | San Donà di Piave Portegrandi-Caposile-Jesolo Portegrandi - Quarto d'Altino Caposile-Passarella-Eraclea Caposile - Passarella - Eraclea | ≅ 12,0 | San Donà di Piave | VE        | Progetto definitivo (approvato 2020) |
|              | Lido di Jesolo del Mare Lido di Jesolo - Cavallino Treporti - Punta Sabbioni                                                            | ≅ 19,0 | Jesolo            | VE        | Progetto definitivo (approvato 2020) |
|              | Jesolo Circonvallazione di Jesolo Eraclea - Cortellazzo                                                                                 | ≅ 19,0 | Jesolo            | VE        | Progetto definitivo (approvato 2020) |